# Congressional Black Caucus
Il Congressional Black Caucus (CBC) è un caucus nato all'interno del Congresso degli Stati Uniti d'America, composto esclusivamente da deputati di colore e volto a discutere delle tematiche riguardanti la condizione dei cittadini afroamericani.
Pur presentandosi come un caucus apartitico, la sua composizione è sempre stata e continua ad essere prevalentemente democratica. Dal momento della fondazione del caucus (nel 1971) sono stati eletti al Congresso solo dodici afroamericani repubblicani e di questi, soltanto quattro hanno aderito al CBC.
Attualmente, durante il 118º Congresso, fanno parte del Congressional Black Caucus 55 deputati e 3 senatori (tutti democratici).
Il Presidente in carica del CBC è Steven Horsford.

## Composizione attuale

### Senato degli Stati Uniti

#### California
- Laphonza Butler (D)

#### Georgia
- Raphael Warnock (D)

#### New Jersey
- Cory Booker (D)

### Camera dei rappresentanti degli Stati Uniti

#### Alabama
- 7. Terri Sewell (D)

#### California
- 12. Barbara Lee (D)
- 37. Sydney Kamlager-Dove (D)
- 43. Maxine Waters (D)

#### Carolina del Nord
- 4. Valerie Foushee (D)
- 5. Don Davis (D)
- 12. Alma Adams (D)

#### Carolina del Sud
- 6. Jim Clyburn (D)

#### Colorado
- 2. Joe Neguse (D)

#### Connecticut
- 5. Jahana Hayes (D)

#### Delaware
- Lisa Blunt Rochester (D)

#### Distretto di Columbia
- Eleanor Holmes Norton (D)

#### Florida
- 10. Maxwell Alejandro Frost (D)
- 20. Sheila Cherfilus-McCormick (D)
- 24. Frederica Wilson (D)

#### Georgia
- 2. Sanford Bishop (D)
- 4. Hank Johnson (D)
- 5. Nikema Williams (D)
- 6. Lucy McBath (D) - Segretario
- 13. David Scott (D)

#### Illinois
- 1. Jonathan Jackson (D)
- 2. Robin Kelly (D)
- 7. Danny K. Davis (D)
- 14. Lauren Underwood (D)

#### Indiana
- 7. André Carson (D)

#### Louisiana
- 2. Troy Carter (D) - Secondo vicepresidente

#### Maryland
- 4. Glenn Ivey (D)
- 7. Kweisi Mfume (D)

#### Massachusetts
- 7. Ayanna Pressley (D)

#### Minnesota
- 5. Ilhan Omar (D)

#### Mississippi
- 2. Bennie Thompson (D)

#### Missouri
- 1. Cori Bush (D)
- 5. Emanuel Cleaver II (D)

#### Nevada
- 4. Steven Horsford (D) - Presidente

#### New Jersey
- 10. Donald M. Payne (D)
- 12. Bonnie Watson Coleman (D)

#### New York
- 5. Gregory Meeks (D)
- 8. Hakeem Jeffries (D)
- 9. Yvette Clarke (D) - Primo vicepresidente
- 15. Ritchie Torres (D)
- 16. Jamaal Bowman (D)

#### Ohio
- 3. Joyce Beatty (D)
- 11. Shontel Brown (D)
- 13. Emilia Sykes (D)

#### Pennsylvania
- 2. Dwight Evans (D)
- 12. Summer Lee (D)

#### Rhode Island
- 1. Gabe Amo (D)

#### Texas
- 9. Al Green (D)
- 18. Sheila Jackson Lee (D)
- 30. Jasmine Crockett (D)
- 32. Colin Allred (D)
- 33. Marc Veasey (D)

#### Virginia
- 3. Bobby Scott (D)
- 4. Jennifer McClellan (D)

#### Washington
- Marilyn Strickland (D) - Whip

#### Wisconsin
- 4. Gwen Moore (D)

#### Isole Vergini
- Stacey Plaskett (D)